# Delta Connection (Kenia)
Delta Connection is een Keniaanse luchtvaartmaatschappij met haar thuisbasis in Nairobi.
Delta Connection werd in 2006 opgericht door de Aga Khan (Meridiana Groep).

## Vloot
- 1 Boeing 737-200 met registratie 5Y-JAP